# 雪莉·瓊斯
雪莉·瓊斯（英語：Shirley Jones，1934年3月31日—）是美國演員，她曾獲得奧斯卡最佳女配角獎。